# Bučač
Bučač (ukrajinsko Бучач) je mesto v Ukrajini, do julija 2020 upravno središče Bučaškega rajona v Ternopilski oblasti. Ima približno 12.500 prebivalcev (2018). 
Mesto stoji okoli 70 km jugozahodno od Ternopila na desnem bregu reke Stripi blizu ukrajinske avtoceste Н-18 (N-18). 
Glavna znamenitost mesta je rokokojska mestna hiša, ki sta jo zasnovala arhitekt Bernard Meretin in kipar Johann Georg Pinsel, znan predvsem po svojem delu pri gradnji stolnice sv. Jurija v Lvovu.